# Alfa de la Mosca
Alfa de la Mosca (α Muscae) és l'estel més brillant en la constel·lació de la Mosca, amb magnitud aparent +2,69. En ser circumpolar al pol sud celeste no té nom propi habitual, si bé ocasionalment rep el nom de Myia, «mosca» en grec. Es troba a 306 anys llum de distància del sistema solar.
Alfa de la Mosca és un estel blanc-blavós de tipus espectral B2IV-V, classificada com subgeganta o com a estel de la seqüència principal. Estel calent de 21.900 K de temperatura, la seva lluminositat, considerant la radiació ultraviolada no visible emesa, és 4.250 vegades major que el Sol. El seu radi és de 4,7 radis solars i la seva massa de 8 masses solars; aquests paràmetres indiquen que realment es troba en la seqüència principal i que no ha arribat encara a l'etapa de subgegant.
Alfa de la Mosca és una variable Beta Cephei, tipus de variable pulsante els representants més del qual coneguts són Alfirk (β Cephei) i Murzim (β Canis Majoris). La seva lluentor varia 0,05 magnituds en un període de 0,09 dies.
Un estel que està situada visualment a 29,6 segons d'arc d'Alfa de la Mosca no és una companya real i forma una binària òptica amb ella.